# 요시다 진페이
요시다 진페이(일본어: 吉田 陣平, 2003년 5월 6일~)는 일본의 축구 선수이다.

## 구단 경력
그는 2022년 J2리그의 알비렉스 니가타에 입단했다. 2022년 J2리그 우승으로 J1리그로 승격했다. 2024년 J3리그의 가마타마레 사누키로 이적했다.